# Chris Boome
Chris Boome es un deportista estadounidense que compitió en vela en la clase Laser. Ganó una medalla de bronce en el Campeonato Mundial de Laser de 1974.

## Palmarés internacional
| Campeonato Mundial | Campeonato Mundial  | Campeonato Mundial | Campeonato Mundial |
| Año                | Lugar               | Medalla            | Clase              |
| ------------------ | ------------------- | ------------------ | ------------------ |
| 1974               | Hamilton (Bermudas) | Medalla de bronce  | Laser              |